# Trobar de Morte
Trobar de Morte – hiszpański zespół tworzący muzykę neoklasyczną, z elementami darkwave i muzyki stylizowanej na średniowieczną, urozmaiconą partiami wokalnymi Lady Morte i Arianne. Nazwa zespołu pochodzi z języka katalońskiego i oznacza „znaleźć śmierć”.

## Dyskografia
- (2004) Fairydust
- (2004) Nocturnal Dance of the Dragonfly
- (2006) Reverie
- (2008) Legends of Blood and Light
- (2012) The Silver Wheel
- (2016) Ouroboros

## Członkowie zespołu
- Lady Morte: wokal, flet
- Arianne: wokal, perkusja
- Armand: bębny, gong
- Fernando Cascales: gitara, skrzypce
- Jose Luis Frias: flet, gwizdek, dudy

## Dawni członkowie
- Rorschach: bębny (2007)
- Lady Eodil: keyboard (2004)
- Taedium: bębny (2003)
- Lenna: gitara (2003–2007)